# PEC Zwolle in het seizoen 2014/15 (vrouwen)
Het seizoen 2014/2015 was het 5e jaar in het bestaan van de Zwolse vrouwenvoetbalclub PEC Zwolle. De club kwam uit in de Women's BeNe League en nam deel aan het toernooi om de KNVB beker. Het elftal stond onder leiding van Sebastiaan Borgardijn.

## Wedstrijdstatistieken

### Oefenduels
| Datum + plaats              | Wedstrijd                        | Uitslag       | Scoreverloop                                                                                                  |
| --------------------------- | -------------------------------- | ------------- | --- |
| 21 augustus 2014 Sassenheim | Ter Leede (ama) – PEC Zwolle     | 1 – 4 (0 – 1) | Mariska Kogelman 0–1, Jennieke van der Pol 0–2, Tessa Klein Braskamp 0–3, Yvette van Daelen 0–4, Onbekend 1–4 |
| 21 november 2014 Zwolle     | PEC Zwolle – VIOD (ama)          | 4 – 0 (? – 0) | Yvette van Daelen (2x), Jennieke van der Pol, Mariska Kogelman                                                |
|                             |                                  |               | |
| 10 januari 2015 Eindhoven   | CTO Eindhoven (ama) – PEC Zwolle | 3 – 3 (? – ?) | Sharon Bruinenberg, Tessa Klein Braskamp, Rebecca Doejaaren                                                   |
| 16 januari 2015 Zwolle      | PEC Zwolle – DTS Ede (ama)       | 3 – 0 (? – 0) | Yvette van Daelen 1–0, Jennieke van der Pol 2–0, Rebecca Doejaaren 3–0                                        |
| 5 maart 2015 Zwolle         | PEC Zwolle – VVOG B1 (ama)       | 3 – 6 (? – ?) | Yvette van Daelen, Joyce Mijnheer, Jennieke van der Pol                                                       |

### Women's BeNe League
| 1e speelronde | Vrij                                                                                            | Vrij                        | Vrij | Vrij |
| 2e speelronde | AA Gent Ladies                                                                                  | 1 – 2 (0 – 1)               | PEC Zwolle | Opstelling PEC Zwolle: |
| 2 september 2014 Aanvangstijd: 20:30 uur Plaats: Gent PGB-stadion Toeschouwers: Niet bekend Scheidsrechter: Admir Mesanovic                      | 90+3' Anouk Bonnarens (p)                                                                       | Wedstrijdverslag            | 20' Jennieke van der Pol 56' Yvette van Daelen | Olthuis, Heuvels, Kogelman, Klein Braskamp, Schepers, Van Dam (54' Giesen), Mijnheer, Van der Pol (82' Huls), Scheggetmann, Bruinenberg (90+2' Van Vilsteren), Van Daelen Van der Pol (65'), Heuvels (84'), Scheggetmann (90+4') |
| 3e speelronde | PEC Zwolle                                                                                      | 1 – 5 (0 – 2)               | FC Twente | Opstelling PEC Zwolle: |
| 5 september 2014 Aanvangstijd: 19:30 uur Plaats: Zwolle IJsseldeltastadion Toeschouwers: 400 Scheidsrechter: Sandra Klein Lenderink              | 90' Joyce Mijnheer                                                                              | Wedstrijdverslag            | 7' Anouk Dekker 13' Anouk Dekker 52' Betty Anane 57' Ellen Jansen 66' Anouk Dekker | Olthuis, Kogelman, Scheggetmann (67' Van Dam), Giesen (72' Van Vilsteren), Heuvels, Van der Pol, Klein Braskamp, Bruinenberg (78' Huls), Schepers, Mijnheer, Van Daelen                                                          |
| 4e speelronde | RSC Anderlecht                                                                                  | 4 – 1 (0 – 0)               | PEC Zwolle | Opstelling PEC Zwolle: |
| 26 september 2014 Aanvangstijd: 20:30 uur Plaats: Brussel Koning Boudewijnstadion Toeschouwers: Niet bekend Scheidsrechter: Niet bekend          | 63' Justine Blave 69' Justine Blave 71' Anaelle Wiard 89' Lola Wajnblum                         | Wedstrijdverslag            | 90' Lieke Huls | Olthuis, Kogelman, Van Vilsteren (74' Huls), Scheggetmann, Giesen, Heuvels (80' Te Winkel), Klein Braskamp, Bruinenberg (64' Stedehouder), Schepers, Mijnheer, Van Daelen Giesen (15'), Klein Braskamp (21'), Van Daelen (78')   |
| 5e speelronde | PEC Zwolle                                                                                      | 0 – 3 (0 – 1)               | sc Heerenveen | Opstelling PEC Zwolle: |
| 30 september 2014 Aanvangstijd: 19:30 uur Plaats: Zwolle IJsseldeltastadion Toeschouwers: Niet bekend Scheidsrechter: Charla Rietkerk            |                                                                                                 | Wedstrijdverslag            | 9' Yvonne Ploeg 46' Sisca Folkertsma 48' Danielle Kuikstra | Olthuis, Kogelman, Van Vilsteren (69' Huls), Scheggetmann, Giesen, Heuvels (74' Stedehouder), Klein Braskamp (58' Jager), Bruinenberg, Schepers, Mijnheer, Van Daelen Giesen (58')                                               |
| 6e speelronde | ADO Den Haag                                                                                    | 1 – 1 (1 – 0)               | PEC Zwolle | Opstelling PEC Zwolle: |
| 3 oktober 2014 Aanvangstijd: 19:30 uur Plaats: Den Haag Toeschouwers: Niet bekend Scheidsrechter: Niet bekend                                    | 14' Lineth Beerensteyn                                                                          |                             | 58' Joyce Mijnheer | Olthuis, Kogelman, Van Vilsteren (46' Stedehouder), Scheggetmann (46' Huls), Giesen, Heuvels (83' Te Winkel), Klein Braskamp, Bruinenberg, Schepers, Mijnheer, Van Daelen Klein Braskamp (30')                                   |
| 7e speelronde | PEC Zwolle                                                                                      | 3 – 2 (1 – 1)               | Oud-Heverlee Leuven | Opstelling PEC Zwolle: |
| 11 oktober 2014 Aanvangstijd: 18:00 uur Plaats: Zwolle IJsseldeltastadion Toeschouwers: Niet bekend Scheidsrechter: Dhr. Coppens                 | 29' Tessa Klein Braskamp 66' Joyce Mijnheer 90+1' Joyce Mijnheer                                | Wedstrijdverslag            | 10' Karen Meeus 80' Petra Baldewijns | Olthuis, Kogelman, Van Vilsteren (62' Stedehouder), Giesen, Heuvels (51' Te Winkel), Van der Pol, Klein Braskamp, Bruinenberg, Schepers, Mijnheer, Van Daelen (85' Huls) Te Winkel (57') Kogelman (9')                           |
| 8e speelronde | AFC Ajax                                                                                        | 3 – 1 (1 – 0)               | PEC Zwolle | Opstelling PEC Zwolle: |
| 17 oktober 2014 Aanvangstijd: --:-- uur Plaats: Amsterdam Sportpark De Toekomst Toeschouwers: Niet bekend Scheidsrechter: Dhr. de Jong           | 19' Lauren Delleman 66' Loïs Oudemast 68' Claudia van den Heiligenberg                          | Wedstrijdverslag            | 46' Joyce Mijnheer | Olthuis, Kogelman, Van Vilsteren, Giesen, Heuvels (69' Te Winkel), Van der Pol (74' Huls), Klein Braskamp, Bruinenberg, Schepers (62' Scheggetmann), Mijnheer, Van Daelen                                                        |
| 9e speelronde | Standard Luik                                                                                   | 4 – 1 (1 – 0)               | PEC Zwolle | Opstelling PEC Zwolle: |
| 7 november 2014 Aanvangstijd: 19:30 uur Plaats: Luik Stade Maurice Dufrasne Toeschouwers: Niet bekend Scheidsrechter: Dhr. Pirard                | 36' Vanity Lewerissa 52' Tessa Wullaert 62' Vanity Lewerissa 89' Maud Coutereels                | Wedstrijdverslag            | 57' Joyce Mijnheer | Olthuis, Kogelman, Van Vilsteren (76' Van der Pol), Scheggetmann, Giesen, Heuvels (61' Te Winkel), Klein Braskamp, Bruinenberg, Schepers (65' Jager), Mijnheer, Van Daelen Heuvels (30')                                         |
| 10e speelronde | PEC Zwolle                                                                                      | 1 – 0 (0 – 0)               | Club Brugge | Opstelling PEC Zwolle: |
| 14 november 2014 Aanvangstijd: 19:30 uur Plaats: Zwolle IJsseldeltastadion Toeschouwers: Niet bekend Scheidsrechter: Dhr. Kampman                | 89' Suzanne Giesen                                                                              | Wedstrijdverslag            | | Olthuis, Kogelman, Te Winkel (88' Scheggetmann), Van Vilsteren (80' Jager), Giesen, Van der Pol, Klein Braskamp, Bruinenberg, Schepers, Mijnheer (70' Huls), Van Daelen                                                          |
| 11e speelronde | PSV/FC Eindhoven                                                                                | 3 – 1 (3 – 0)               | PEC Zwolle | Opstelling PEC Zwolle: |
| 6 december 2014 Aanvangstijd: 15:00 uur Plaats: Eindhoven Jan Louwersstadion Toeschouwers: Niet bekend Scheidsrechter: Dhr. Vink                 | 6' Maran van Erp 21' Ibtissam Bouharat 37' Ibtissam Bouharat                                    | Wedstrijdverslag            | 89' Jennieke van der Pol | Olthuis, Kogelman, Van Vilsteren, Giesen, Heuvels, Van der Pol, Klein Braskamp (61' Scheggetmann), Bruinenberg (54' Huls), Schepers, Mijnheer, Van Daelen (78' Te Winkel)                                                        |
| 12e speelronde | PEC Zwolle                                                                                      | 1 – 3 (1 – 2)               | Lierse SK | Opstelling PEC Zwolle: |
| 12 december 2014 Aanvangstijd: 19:30 uur Plaats: Zwolle IJsseldeltastadion Toeschouwers: Niet bekend Scheidsrechter: Niet bekend                 | 29' Joyce Mijnheer                                                                              | Wedstrijdverslag            | 3' Dominique Vugts 21' Elke Van Gorp 60' Dominique Vugts | Olthuis, Kogelman, Van Vilsteren, Giesen, Heuvels, Van der Pol (64' Huls), Klein Braskamp, Bruinenberg, Schepers, Mijnheer, Van Daelen                                                                                           |
| 13e speelronde | SC Telstar VVNH                                                                                 | 3 – 0 (1 – 0)               | PEC Zwolle | Opstelling PEC Zwolle: |
| 19 december 2014 Aanvangstijd: 19:30 uur Plaats: Velsen Tata Steel Stadion Toeschouwers: Niet bekend Scheidsrechter: Niet bekend                 | 40' Stefanie van der Gragt 55' Suzanne Admiraal 79' Dyanne Bito                                 | Wedstrijdverslag[dode link] | | Olthuis, Kogelman, Te Winkel, Van Vilsteren, Scheggetmann, Jager (68' Huls), Heuvels (65' Schepers), Klein Braskamp (76' Van der Pol), Bruinenberg, Mijnheer, Van Daelen                                                         |
| 14e speelronde | Vrij                                                                                            | Vrij                        | Vrij | Vrij |
| 15e speelronde | PEC Zwolle                                                                                      | 2 – 3 (2 – 1)               | AA Gent Ladies | Opstelling PEC Zwolle: |
| 23 januari 2015 Aanvangstijd: 19:30 uur Plaats: Zwolle IJsseldeltastadion Toeschouwers: Niet bekend Scheidsrechter: Wouter Roosenburg            | 3' Yvette van Daelen 14' Yvette van Daelen                                                      | Wedstrijdverslag            | 23' Isabelle Iliano 73' Anouk Bonnarens 80' Chloe Van de Velde | Olthuis, Kogelman (81' Scheggetmann), Te Winkel, Van Vilsteren (71' Tiemens), Jager, Heuvels, Van der Pol (46' J. Kappert), Klein Braskamp, Bruinenberg, Schepers, Van Daelen Olthuis (71')                                      |
| 16e speelronde | FC Twente                                                                                       | 5 – 0 (4 – 0)               | PEC Zwolle | Opstelling PEC Zwolle: |
| 30 januari 2015 17 maart 2015 Aanvangstijd: 19:30 uur Plaats: Enschede De Grolsch Veste Toeschouwers: Niet bekend Scheidsrechter: Marije Deuring | 12' Jill Roord 28' Jill Roord 35' Maayke Heuver 38' Shanice van de Sanden 69' Judith Westervelt | Wedstrijdverslag            | | Olthuis, Kogelman (46' Doejaaren), Te Winkel, Scheggetmann, Jager, Heuvels (46' Giesen), Van der Pol (65' Van Vilsteren), Van Dam, Bruinenberg, Joyce Mijnheer, Van Daelen                                                       |
| 17e speelronde | PEC Zwolle                                                                                      | 3 – 2 (1 – 1)               | RSC Anderlecht | Opstelling PEC Zwolle: |
| 20 februari 2015 Aanvangstijd: 19:30 uur Plaats: Zwolle IJsseldeltastadion Toeschouwers: Niet bekend Scheidsrechter: n.n.b.                      | 18' Joyce Mijnheer 49' Joyce Mijnheer 90' Rebecca Doejaaren                                     | Wedstrijdverslag            | 10' Solange Carvalhas 65' Solange Carvalhas | Olthuis, Kogelman, Te Winkel (72' Tiemens), Van Vilsteren (86' Huls), Jager, Heuvels, Van Dam, Klein Braskamp, Bruinenberg, Mijnheer (72' Doejaaren), Van Daelen Bruinenberg (20'), Van Vilsteren (88')                          |
| 18e speelronde | sc Heerenveen                                                                                   | 4 – 1 (1 – 0)               | PEC Zwolle | Opstelling PEC Zwolle: |
| 24 februari 2015 Aanvangstijd: 19:30 uur Plaats: Heerenveen Sportpark Skoatterwâld Toeschouwers: Niet bekend Scheidsrechter: Jurjen Kaper        | 32' Tiny Hoekstra 59' Yvonne Ploeg 77' Carmen de Mare 90+3' Sisca Folkertsma                    | Wedstrijdverslag            | 75' Jennieke van der Pol | Olthuis, Kogelman, Te Winkel (70' Doejaaren), Van Vilsteren (70' Van der Pol), Jager, Heuvels, Klein Braskamp, Bruinenberg, Schepers, Mijnheer, Van Daelen                                                                       |
| 19e speelronde | PEC Zwolle                                                                                      | 1 – 9 (0 – 5)               | ADO Den Haag | Opstelling PEC Zwolle: |
| 27 februari 2015 Aanvangstijd: 19:30 uur Plaats: Zwolle IJsseldeltastadion Toeschouwers: Niet bekend Scheidsrechter: Sjoukje de Jong             | 85' Joyce Mijnheer                                                                              | Wedstrijdverslag            | 4' Renate Jansen 21' Michelle Vrieling 41' Lineth Beerensteyn 42' Franca van de Kuilen 44' Renate Jansen 55' Lineth Beerensteyn 65' Lineth Beerensteyn 75' Renate Jansen 86' Renate Jansen | Olthuis, Kogelman (46' Scheggetmann), Te Winkel (78' Giesen), Van Vilsteren (46' Tiemens), Jager, Heuvels, Klein Braskamp, Bruinenberg, Schepers, Mijnheer, Van Daelen Heuvels (44')                                             |
| 20e speelronde | Oud-Heverlee Leuven                                                                             | 1 – 0 (0 – 0)               | PEC Zwolle | Opstelling PEC Zwolle: |
| 20 maart 2015 Aanvangstijd: 19:30 uur Plaats: Leuven Stadion Den Dreef Toeschouwers: Niet bekend Scheidsrechter: Lois Otte                       | 86' Marlies Verbruggen (p)                                                                      | Wedstrijdverslag            | | Olthuis, Kogelman, Scheggetmann, Heuvels (81' Te Winkel), Van der Pol (87' Giesen), Van Dam, Klein Braskamp, Bruinenberg, Schepers, Mijnheer, Van Daelen (65' Doejaaren) Scheggetmann (86')                                      |
| 21e speelronde | PEC Zwolle                                                                                      | 1 – 6 (0 – 3)               | AFC Ajax | Opstelling PEC Zwolle: |
| 27 maart 2015 Aanvangstijd: 19:30 uur Plaats: Zwolle IJsseldeltastadion Toeschouwers: Niet bekend Scheidsrechter: Franca Overtoom                | 59' Rebecca Doejaaren                                                                           | Wedstrijdverslag            | 15' Chantal de Ridder 30' Chantal de Ridder 32' Loïs Oudemast 46' Marlous Pieëte 57' Marlous Pieëte 76' Marjolein van den Bighelaar                                                        | Olthuis, Kogelman, Scheggetmann (46' Doejaaren), Heuvels, Van der Pol (46' Giesen), Van Dam, Klein Braskamp, Bruinenberg, Frijlink (64' Te Winkel), Mijnheer, Van Daelen                                                         |
| 22e speelronde | PEC Zwolle                                                                                      | 0 – 3 (0 – 1)               | Standard Luik | Opstelling PEC Zwolle: |
| 17 april 2015 Aanvangstijd: 19:30 uur Plaats: Zwolle IJsseldeltastadion Toeschouwers: Niet bekend Scheidsrechter: Niels Zeeman                   |                                                                                                 | Wedstrijdverslag[dode link] | 13' Aline Zeler 66' Tessa Wullaert 71' Maud Coutereels | Olthuis, Kogelman (84' Jager), Giesen (60' Doejaaren), Heuvels, Van Dam, Klein Braskamp, Bruinenberg, Schepers, Frijlink, Mijnheer (69' Van der Pol), Van Daelen                                                                 |
| 23e speelronde | Club Brugge                                                                                     | 3 – 0 (2 – 0)               | PEC Zwolle | Opstelling PEC Zwolle: |
| 24 april 2015 Aanvangstijd: 19:30 uur Plaats: Brugge Jan Breydelstadion Toeschouwers: Niet bekend Scheidsrechter: n.n.b.                         | 18' Silke Demeyere 21' Heleen Jaques 80' Silke Demeyere                                         | Wedstrijdverslag            | | Olthuis, Kogelman, Van Vilsteren, Giesen (46' Tiemens), Heuvels, Van Dam, Klein Braskamp, Schepers (66' Van der Pol), Frijlink, Van Daelen (46' Mijnheer), Doejaaren Klein Braskamp (78')                                        |
| 24e speelronde | PEC Zwolle                                                                                      | 1 – 0 (0 – 0)               | PSV/FC Eindhoven | Opstelling PEC Zwolle: |
| 28 april 2015 Aanvangstijd: 19:30 uur Plaats: Zwolle IJsseldeltastadion Toeschouwers: Niet bekend Scheidsrechter: Marije Deuring                 | 55' Joyce Mijnheer                                                                              | Wedstrijdverslag            | | Olthuis, Te Winkel, Van Vilsteren, Jager, Giesen, Van Dam, Klein Braskamp, Tiemens (90+2' Schepers), Frijlink, Mijnheer (46' Van Daelen), Doejaaren (63' Van der Pol)                                                            |
| 25e speelronde | Lierse SK                                                                                       | 1 – 1 (1 – 1)               | PEC Zwolle | Opstelling PEC Zwolle: |
| 1 mei 2015 Aanvangstijd: 19:30 uur Plaats: Lier Herman Vanderpoortenstadion Toeschouwers: Niet bekend Scheidsrechter: Hannelore Onsea            | 15' Silke Leynen                                                                                | Wedstrijdverslag[dode link] | 27'Judith Frijlink | Olthuis, Kogelman, Van Vilsteren (84' Te Winkel), Jager, Heuvels, Van der Pol (71' Doejaaren), Klein Braskamp, Tiemens, Schepers, Frijlink, Van Daelen (65' Mijnheer)                                                            |
| 26e speelronde | PEC Zwolle                                                                                      | 1 – 1 (1 – 1)               | SC Telstar VVNH | Opstelling PEC Zwolle: |
| 8 mei 2015 Aanvangstijd: 19:30 uur Plaats: Zwolle IJsseldeltastadion Toeschouwers: Niet bekend Scheidsrechter: n.n.b.                            | 23' Jennieke van der Pol                                                                        |                             | 28' Priscilla de Vos | Olthuis, Kogelman, Van Vilsteren, Giesen, Heuvels (87' Te Winkel), Van der Pol (87' Van Daelen), Van Dam, Klein Braskamp, Tiemens, Frijlink, Mijnheer (75' Doejaaren)                                                            |

### KNVB Beker
| Achtste finale | Oranje Nassau Groningen                                                                               | 2 – 4 (0 – 2)    | PEC Zwolle                                                                       | Opstelling PEC Zwolle: |
| 14 februari 2015 Aanvangstijd: 15:00 uur Plaats: Groningen Sportpark Coendersborg Toeschouwers: n.n.b. Scheidsrechter: n.n.b. | 58' Nathalie Kothai 79' Jitske Jansen                                                                 | Wedstrijdverslag | 2' Yvette van Daelen 20' Joyce Mijnheer 49' Joyce Mijnheer 73' Rebecca Doejaaren | |
| Kwartfinale | ADO Den Haag                                                                                          | 5 – 1 (2 – 1)    | PEC Zwolle                                                                       | Opstelling PEC Zwolle: |
| 14 maart 2015 Aanvangstijd: 14:30 uur Plaats: Den Haag Kyocera Stadion Toeschouwers: n.n.b. Scheidsrechter: Dhr. Van Loenen   | 39' Renate Jansen 41' Franca van de Kuilen 53' Lineth Beerensteyn 75' Renate Jansen 84' Vesna Veltrop | Wedstrijdverslag | 32' Sharon Bruinenberg                                                           | Olthuis, Heuvels, Kogelman, Schepers (67' Doejaaren), Klein Braskamp, Mijnheer, Bruinenberg, Van der Pol (46' Van Daelen), Scheggetmann, Te Winkel (56' Giesen), Tiemens Klein Braskamp (50') |

## Selectie en technische staf

### Selectie 2014/15
| Nr.             |                    | Naam                 | Competitie  | Competitie  | Beker       | Beker       | Totaal      | Totaal      | Seizoen     | Vorige club         | Competitiedebuut  |             |             |             |
| Nr.             | W                  | Naam                 |             | W           |             | W           |             |             | Seizoen     | Vorige club         | Competitiedebuut  |             |             |             |
| Doelvrouwen     | Doelvrouwen        | Doelvrouwen          | Doelvrouwen | Doelvrouwen | Doelvrouwen | Doelvrouwen | Doelvrouwen | Doelvrouwen | Doelvrouwen | Doelvrouwen         | Doelvrouwen       | Doelvrouwen | Doelvrouwen | Doelvrouwen |
| --------------- | ------------------ | -------------------- | ----------- | ----------- | ----------- | ----------- | ----------- | ----------- | ----------- | ------------------- | ----------------- | ----------- | ----------- | ----------- |
| 1               | Vlag van Nederland | Nadja Olthuis        | 24          | 0           | 2           | 0           | 26          | 0           | 5e          | sc Heerenveen       | 2 september 2010  |             |             |             |
| 26              | Vlag van Nederland | Rilotte Brouwer      | 0           | 0           | 0           | 0           | 0           | 0           | 1e          | Jong PEC Zwolle     | –                 |             |             |             |
| Verdedigsters   |                    |                      |             |             |             |             |             |             |             |                     |                   |             |             |             |
| 2               | Vlag van Nederland | Jolijn Heuvels       | 23          | 0           | 0           | 0           | 23          | 0           | 4e          | FC Twente           | 2 september 2011  |             |             |             |
| 3               | Vlag van Nederland | Mariska Kogelman     | 23          | 0           | 1           | 0           | 23          | 0           | 5e          | sc Heerenveen       | 2 september 2010  |             |             |             |
| 4               | Vlag van Nederland | Verena Jager         | 12          | 0           | 0           | 0           | 12          | 0           | 2e          | Jong PEC Zwolle     | 13 december 2013  |             |             |             |
| 5               | Vlag van Nederland | Jorie Schepers       | 21          | 0           | 1           | 0           | 22          | 0           | 2e          | Be Quick '28 (ama)  | 30 augustus 2013  |             |             |             |
| 8               | Vlag van Nederland | Anouk van Vilsteren  | 21          | 0           | 0           | 0           | 21          | 0           | 2e          | Jong PEC Zwolle     | 14 maart 2014     |             |             |             |
| 14              | Vlag van Nederland | Kyra Scheggetmann    | 15          | 0           | 1           | 0           | 16          | 0           | 3e          | Jong PEC Zwolle     | 29 maart 2013     |             |             |             |
| 15              | Vlag van Nederland | Lesley te Winkel     | 18          | 0           | 1           | 0           | 19          | 0           | 1e          | Jong FC Twente      | 26 september 2014 |             |             |             |
| 22              | Vlag van Nederland | Judith Kappert       | 1           | 0           | 0           | 0           | 1           | 0           | 1e          | Jong PEC Zwolle     | 23 januari 2015   |             |             |             |
| 28              | Vlag van Nederland | Suzanne Giesen       | 19          | 1           | 1           | 0           | 20          | 1           | 1e          | RKHVV (ama)         | 2 september 2014  |             |             |             |
| Middenveldsters |                    |                      |             |             |             |             |             |             |             |                     |                   |             |             |             |
| 6               | Vlag van Nederland | Tessa Klein Braskamp | 23          | 1           | 1           | 0           | 24          | 1           | 2e          | FC Twente           | 30 augustus 2013  |             |             |             |
| 10              | Vlag van Nederland | Sharon Bruinenberg   | 20          | 0           | 1           | 1           | 21          | 1           | 3e          | Jong PEC Zwolle     | 16 maart 2013     |             |             |             |
| 12              | Vlag van Nederland | Lieke Huls           | 12          | 1           | 0           | 0           | 12          | 1           | 2e          | CTO Amsterdam (ama) | 2 mei 2014        |             |             |             |
| 16              | Vlag van Nederland | Lauri Weijkamp       | 0           | 0           | 0           | 0           | 0           | 0           | 1e          | Jong PEC Zwolle     | –                 |             |             |             |
| 24              | Vlag van Nederland | Marije van Dam       | 10          | 0           | 0           | 0           | 10          | 0           | 1e          | Jong PEC Zwolle     | 2 september 2014  |             |             |             |
| 30              | Vlag van Nederland | Merlin Tiemens       | 7           | 0           | 1           | 0           | 8           | 0           | 1e          | Jong PEC Zwolle     | 23 januari 2015   |             |             |             |
| –               | Vlag van Nederland | Wenke Stedehouder    | 4           | 0           | 0           | 0           | 4           | 0           | 1e          | Jong PEC Zwolle     | 26 september 2014 |             |             |             |
| Aanvalsters     |                    |                      |             |             |             |             |             |             |             |                     |                   |             |             |             |
| 7               | Vlag van Nederland | Joyce Mijnheer       | 23          | 11          | 2           | 2           | 25          | 13          | 1e          | OZC (ama)           | 2 september 2014  |             |             |             |
| 9               | Vlag van Nederland | Yvette van Daelen    | 24          | 3           | 2           | 1           | 26          | 4           | 3e          | Jong PEC Zwolle     | 9 november 2012   |             |             |             |
| 11              | Vlag van Nederland | Jennieke van der Pol | 19          | 4           | 1           | 0           | 20          | 4           | 5e          | Be Quick '28 (ama)  | 20 oktober 2010   |             |             |             |
| 18              | Vlag van Nederland | Rebecca Doejaaren    | 10          | 2           | 2           | 1           | 12          | 3           | 1e          | Jong PEC Zwolle     | 20 februari 2015  |             |             |             |
| 19              | Vlag van Nederland | Judith Frijlink      | 6           | 1           | 0           | 0           | 6           | 1           | 1e          | ADO Den Haag        | 2 september 2010  |             |             |             |
| 25              | Vlag van Nederland | Marion Kappert       | 0           | 0           | 0           | 0           | 0           | 0           | 1e          | Jong PEC Zwolle     | –                 |             |             |             |
| Nr.             |                    | Naam                 | W           |             | W           |             | W           |             | Seizoen     | Vorige club         | Debuut            |             |             |             |
| Nr.             | Competitie         | Competitie           | Beker       | Beker       | Totaal      | Totaal      |             |             | Seizoen     | Vorige club         | Debuut            |             |             |             |

### Technische staf
| Naam                  | Functie           |
| --------------------- | ----------------- |
| Sebastiaan Borgardijn | Hoofdtrainer      |
| Roy Elferink          | Assistent-trainer |
| Maarten de Waart      | Fysiotherapeut    |
| Mathijs Bouwhuis      | Fysiotherapeut    |
| Christien Rens        | Verzorgster       |
| Jacco Teunis          | Teammanager       |
| Maike Jansen          | Coördinator       |

## Statistieken PEC Zwolle 2014/2015

### Tussenstand PEC Zwolle Vrouwen in de Women's BeNe League 2014 / 2015
| Stand | Gespeeld | Gewonnen | Gelijk | Verloren | Punten | Doelpunten voor | Doelpunten tegen | Gele kaarten | Rode kaarten |
| ----- | -------- | -------- | ------ | -------- | ------ | --------------- | ---------------- | ------------ | ------------ |
| 12e   | 24       | 5        | 3      | 16       | 18     | 24              | 70               | 16           | 1            |

### Topscorers
| #      | Naam                 | Goal |
| ------ | -------------------- | ---- |
| 1.     | Joyce Mijnheer       | 11   |
| 2.     | Jennieke van der Pol | 4    |
| 3.     | Yvette van Daelen    | 3    |
| 4.     | Rebecca Doejaaren    | 2    |
| 5.     | Judith Frijlink      | 1    |
| 5.     | Suzanne Giesen       | 1    |
| 5.     | Lieke Huls           | 1    |
| 5.     | Tessa Klein Braskamp | 1    |
| Totaal | Totaal               | 23   |

| #      | Naam               | Goal |
| ------ | ------------------ | ---- |
| 1.     | Joyce Mijnheer     | 2    |
| 2.     | Sharon Bruinenberg | 1    |
| 2.     | Yvette van Daelen  | 1    |
| 2.     | Rebecca Doejaaren  | 1    |
| Totaal | Totaal             | 5    |

| #      | Naam                 | Goal |
| ------ | -------------------- | ---- |
| 1.     | Yvette van Daelen    | 5    |
| 2.     | Jennieke van der Pol | 4    |
| 3.     | Rebecca Doejaaren    | 2    |
| 3.     | Tessa Klein Braskamp | 2    |
| 3.     | Mariska Kogelman     | 2    |
| 4.     | Sharon Bruinenberg   | 1    |
| 4.     | Joyce Mijnheer       | 1    |
| Totaal | Totaal               | 17   |

### Kaarten
| #      | Naam                 |    |
| ------ | -------------------- | -- |
| 1.     | Tessa Klein Braskamp | 3  |
| 1.     | Jolijn Heuvels       | 3  |
| 2.     | Suzanne Giesen       | 2  |
| 2.     | Kyra Scheggetmann    | 2  |
| 3.     | Sharon Bruinenberg   | 1  |
| 3.     | Yvette van Daelen    | 1  |
| 3.     | Nadja Olthuis        | 1  |
| 3.     | Jennieke van der Pol | 1  |
| 3.     | Anouk van Vilsteren  | 1  |
| 3.     | Lesley te Winkel     | 1  |
| Totaal | Totaal               | 15 |

| #      | Naam        |   |
| ------ | ----------- | - |
| –      | Geen speler | 0 |
| Totaal | Totaal      | 0 |

| #      | Naam             |   |
| ------ | ---------------- | - |
| 1.     | Mariska Kogelman | 1 |
| Totaal | Totaal           | 1 |

## Mutaties

### Zomer

#### Aangetrokken
| Nr. | Nat. | Naam              | Van             | Type         | Periode | Transfersom |
| --- | ---- | ----------------- | --------------- | ------------ | ------- | ----------- |
| 24  | NL   | Marije van Dam    | Jong PEC Zwolle | Transfervrij | Zomer   | n.v.t.      |
| 28  | NL   | Suzanne Giesen    | Onbekend        | Transfervrij | Zomer   | n.v.t.      |
| 7   | NL   | Joyce Mijnheer    | OZC             | Transfervrij | Zomer   | n.v.t.      |
| –   | NL   | Wenke Stedehouder | Jong PEC Zwolle | Transfervrij | Zomer   | n.v.t.      |
| 15  | NL   | Lesley te Winkel  | Jong FC Twente  | Transfervrij | Zomer   | n.v.t.      |

#### Vertrokken
| Nr. | Nat. | Naam                   | Naar             | Type           | Periode | Transfersom | Wed. | Dlpt. |
| --- | ---- | ---------------------- | ---------------- | -------------- | ------- | ----------- | ---- | ----- |
| 8   | NL   | Lydia Borg             | sc Heerenveen    | Einde contract | Zomer   | n.v.t.      | 51   | 4     |
| 16  | NL   | Saskia Brekelmans      | Onbekend         | Einde contract | Zomer   | n.v.t.      | 1    | 0     |
| 26  | NL   | Rosalie Brink          | Onbekend         | Einde contract | Zomer   | n.v.t.      | 2    | 0     |
| 6   | NL   | Marije Brummel         | Apollon Limassol | Einde contract | Zomer   | n.v.t.      | 27   | 5     |
| 7   | NL   | Marianne van Brummelen | Stopt            | Einde contract | Zomer   | n.v.t.      | 72   | 37    |
| 11  | NL   | Judith Frijlink        | ADO Den Haag     | Einde contract | Zomer   | n.v.t.      | 85   | 20    |
| 23  | NL   | Kimberly Heijne        | Jong FC Twente   | Einde contract | Zomer   | n.v.t.      | 10   | 0     |
| 21  | NL   | Simone Kets            | sc Heerenveen    | Einde contract | Zomer   | n.v.t.      | 23   | 1     |
| 5   | NL   | Nathalja Nijman        | sc Heerenveen    | Einde contract | Zomer   | n.v.t.      | 52   | 0     |
| 10  | NL   | Sylvia Smit            | sc Heerenveen    | Einde contract | Zomer   | n.v.t.      | 68   | 31    |

#### Statistieken transfers zomer
| Gekochte spelers | Verkochte spelers | Gehuurde spelers | Verhuurde spelers | Spelers terug van verhuurperiode | Spelers einde van huurperiode | Transfervrij aangetrokken spelers | Transfervrij vertrokken spelers | Doorgestroomde jeugdspelers |
| ---------------- | ----------------- | ---------------- | ----------------- | -------------------------------- | ----------------------------- | --------------------------------- | ------------------------------- | --------------------------- |
| 0                | 0                 | 0                | 0                 | 0                                | 0                             | 3                                 | 10                              | 2                           |

### Winter

#### Aangetrokken
| Nr. | Nat. | Naam              | Van             | Type         | Periode | Transfersom |
| --- | ---- | ----------------- | --------------- | ------------ | ------- | ----------- |
| 18  | NL   | Rebecca Doejaaren | Jong PEC Zwolle | Transfervrij | Winter  | n.v.t.      |
| 19  | NL   | Judith Frijlink   | ADO Den Haag    | Transfervrij | Maart   | n.v.t.      |
| 22  | NL   | Judith Kappert    | Jong PEC Zwolle | Transfervrij | Winter  | n.v.t.      |
| 25  | NL   | Marion Kappert    | Jong PEC Zwolle | Transfervrij | Winter  | n.v.t.      |
| 30  | NL   | Merlin Tiemens    | Jong PEC Zwolle | Transfervrij | Winter  | n.v.t.      |

#### Statistieken transfers winter
| Gekochte spelers | Verkochte spelers | Gehuurde spelers | Verhuurde spelers | Spelers terug van verhuurperiode | Spelers einde van huurperiode | Transfervrij aangetrokken spelers | Transfervrij vertrokken spelers | Doorgestroomde jeugdspelers |
| ---------------- | ----------------- | ---------------- | ----------------- | -------------------------------- | ----------------------------- | --------------------------------- | ------------------------------- | --------------------------- |
| 0                | 0                 | 0                | 0                 | 0                                | 0                             | 1                                 | 0                               | 4                           |